# Elsődleges látókéreg
Az  elsődleges látókéreg  (V1, Brodmann 17, striatális kéreg) az agy nyakszirtlebenyének (lobus occipitalis) területén elhelyezkedő, két milliméter vastagságú, réteges szerkezetű struktúra. A kérgi feldolgozás első és nélkülözhetetlen állomása.

## Bemenete
Az oldalsó geniculatus magból (LG) induló körülbelül egymillió axon az elsődleges látókéreg negyedik rétegében található sejteknek ad bemenetet. Az LG első és második rétegének (nagysejtes vagy magnocelluláris réteg) axonjai a kéreg negyedik rétegének alsó részét látják el információval. Fontos megjegyezni, hogy a magno- és parvocelluláris pályák, azaz a hol-rendszer és a mi-rendszer pályái a V1-ben nem kapcsolódnak össze.

## Szerkezete

### Topografikus elrendeződés
Mindkét agyféltekében a látókérgi sejtek receptív mezői az ellenoldali látótér topografikus térképét jelenítik meg, ami azt jelenti, hogy a látótér szomszédos területei a látókéreg szomszédos sejtjeire vetülnek. A látótér bal felét a jobb agyfélteke, a látótér jobb felét pedig a bal agyfélteke képviseli.

### Kérgi nagyítás
A látótér központja a nyakszirtlebeny hátsó részén, perifériája a lebeny elülső részén képeződik le. Azt az egyenlőtlenséget, hogy a központ sokkal nagyobb mennyiségű látókérgi szövettel rendelkezik, mint a periféria, kérgi nagyításnak nevezzük. A kéreg jelentős hányada a retina középső részéhez, a foveához tartozik.

## Sejtek

### Irányérzékeny sejtek
A kérgi sejtek többsége irányérzékeny, legerősebben az általuk kitüntetett iránnyal rendelkező ingerre válaszolnak. A sejtek receptív mezői elnyújtottak – szemben a retinális ganglionsejtek, illetve az oldalsó geniculatus mag kör alakú mezőivel –, méretük pedig a foveán a legkisebb.
David H. Hubel és Torsten N. Wiesel 1981-ben megosztott Nobel-díjat kapott az alábbi látókérgi sejtek detektálásáért:
- Egyszerű sejt

Egy bizonyos irányú és helyzetű élre válaszol a legjobban, az álló kontúrokat részesíti előnyben. Receptív mezőjüknek jól körülhatárolt központi és környéki része van.
- Komplex sejt

Egy bizonyos irányú ingerre reagál a receptív mezőn belül, előnyben részesíti a mozgó kontúrokat. 
- Hiperkomplex sejt

Adott irányú és méretű egyenesre érzékeny.

### Színdetekció
Az irányérzékenység alól kivételt képeznek a látókéreg negyedik rétegének alsó részében, valamint a felső rétegben, foltszerűen elhelyezkedő színérzékeny sejtek. Ez utóbbiak az úgynevezett pacasejtek, melyek a negyedik réteg alsó részéből kapnak bemenetet, ezt pedig a parvocelluláris pályák színérzékeny sejtjei látják el információval.

### Binokularitás
A látókéregben a sejtek mindkét szemből kapnak információt. Az olyan sejtet, melyet bármely szemből érkező inger képes aktiválni, binokuláris sejtnek nevezzük. Két receptív mezővel rendelkeznek, melyeket a látótér egy bizonyos pontjából egyszerre lehet ingerelni.

### Oszlopok, hiperoszlopok
A látókérgi sejtek oszlopokba rendeződnek. Egy-egy oszlopba azonos preferált iránnyal és azonos szemdominanciával rendelkező sejtek tartoznak. A szemdominancia azt jelenti, hogy a bal és jobb szemből érkező bemenet eltérően képes izgalomba hozni a sejtet. Az oszlopok csoportja a hiperoszlop. 